# びわこ成蹊スポーツ大学サッカー部
びわこ成蹊スポーツ大学サッカー部（びわこせいけいスポーツだいがくサッカーぶ）は、滋賀県大津市にあるびわこ成蹊スポーツ大学のサッカークラブである。

## 歴史
2003年にびわこ成蹊スポーツ大学の開学と同時に創設し、松田保が監督に就任。同年より関西学生サッカー連盟に加盟し、関西学生サッカーリーグ3部Cで優勝した。
2004年、関西学生リーグ2部に昇格。2005年に関西学生リーグ2部B（春季）で優勝して、秋季より関西学生リーグ1部に昇格。2005年の第85回天皇杯全日本サッカー選手権大会で天皇杯初出場を果たし、1回戦で大分トリニータU-18を破り大会初勝利を挙げた。2006年、関西学生リーグ1部で10位に終わり、2部に降格した。
2007年より松田保が総監督となり、望月聡が監督に就任。関西学生リーグ1部春季で優勝。2008年は全日本大学サッカー選手権大会に初出場した。2014年の第63回全日本大学サッカー選手権大会ではベスト4に進出。
2017年、関西学生リーグ1部で初優勝を果たした。

## 主な成績
- 関西学生サッカーリーグ1部
  - 優勝：1回（2017）
  - 準優勝：3回（2008, 2014, 2022）
- 滋賀県サッカー選手権大会（天皇杯全日本サッカー選手権大会県予選）
  - 優勝：7回 (2005, 2006, 2009, 2014, 2017, 2021, 2024)

## 関連チーム

### 関西学生サッカー連盟登録
関西学生サッカーリーグに所属するトップチーム以外に関西学生サッカー連盟に登録チームが6つあり、インディペンデンス・リーグで活動している。また、女子チーム（びわこ成蹊スポーツ大学サッカー部（女子））は関西学生女子サッカーリーグに所属している。

### びわこ成蹊スポーツ大学HIRA
社会人連盟に登録するびわこ成蹊スポーツ大学HIRA（旧称：BIWAKO S.C. HIRA）はびわこ成蹊スポーツ大学の学生チーム で、2024年現在は滋賀県社会人サッカーリーグに所属している。
2007年、関西府県サッカーリーグ決勝大会で準優勝し関西サッカーリーグに昇格。2009年および2010年は関西リーグ1部に在籍した。2018年、現名称に変更。
| 年度 | 所属      | 順位 | 勝点 | 試合 | 勝 | 分 | 敗 | 得点 | 失点 | 差  |
| ---- | --------- | ---- | ---- | ---- | -- | -- | -- | ---- | ---- | --- |
| 2007 | 滋賀県1部 | 3位  | 24   | 12   | 7  | 3  | 2  | 45   | 15   | +30 |
| 2008 | 関西2部   | 2位  | 34   | 14   | 11 | 1  | 2  | 38   | 22   | +16 |
| 2009 | 関西1部   | 6位  | 17   | 14   | 5  | 4  | 5  | 17   | 25   | -8  |
| 2010 | 関西1部   | 7位  | 6    | 14   | 2  | 0  | 12 | 15   | 47   | -32 |
| 2011 | 関西2部   | 4位  | 24   | 14   | 7  | 3  | 4  | 34   | 22   | +12 |
| 2012 | 関西2部   | 6位  | 7    | 14   | 2  | 1  | 11 | 7    | 45   | -38 |
| 2013 | 関西2部   | 8位  | 11   | 14   | 3  | 2  | 9  | 23   | 35   | -12 |
| 2014 | 滋賀県1部 | 3位  | 25   | 11   | 8  | 1  | 2  | 33   | 15   | +18 |
| 2015 | 滋賀県1部 | 2位  | 25   | 11   | 8  | 1  | 2  | 27   | 12   | +15 |
| 2016 | 滋賀県1部 | 優勝 | 30   | 11   | 10 | 0  | 1  | 46   | 9    | +37 |
| 2017 | 滋賀県1部 | 2位  | 26   | 11   | 8  | 2  | 1  | 34   | 12   | +22 |
| 2018 | 滋賀県1部 | 2位  | 28   | 11   | 9  | 1  | 1  | 40   | 6    | +34 |
| 2019 | 関西2部   | 7位  | 13   | 14   | 4  | 1  | 9  | 17   | 32   | -15 |
| 2020 | 滋賀県1部 | 優勝 | 31   | 11   | 10 | 1  | 0  | 80   | 6    | +74 |
| 2021 | 滋賀県1部 | 優勝 | 31   | 12   | 10 | 1  | 1  | 62   | 11   | +51 |
| 2022 | 滋賀県1部 | 2位  | 24   | 11   | 8  | 0  | 3  | 36   | 12   | +24 |
| 2023 | 滋賀県1部 | 2位  | 27   | 11   | 8  | 3  | 0  | 35   | 10   | +25 |
| 2024 | 滋賀県1部 | 3位  | 23   | 11   | 7  | 2  | 2  | 43   | 9    | +34 |

## 主な出身選手
2006年度卒
- 今井昌太
- 近藤岳登

2007年度卒
- 永井義文※中退

2008年度卒
- 新中剛史
- 舩津徹也

2009年度卒
- 平野甲斐
- 山田尚幸
- 内野貴志
- 板金立樹

2011年度卒
- 二戸将

2012年度卒
- 柴田大地

2013年度卒
- 松田力
- 松田陸
- 三橋拓也

2014年度卒
- 中村宏輝
- 加藤大樹

2016年度卒
- 曽根田穣

2017年度卒
- 山本義道
- 堂安憂
- 柳田健太
- 岡田慎司
- 宮大樹
- 加藤徹也

2018年度卒
- 清川流石
- 青山景昌

2019年度卒
- 井上直輝
- 忽那喬司
- 田中勘太
- 糸原紘史郎
- 佐藤諒

2020年度卒
- 堂鼻起暉

2021年度卒
- 森昂大
- 上月翔聖

2022年度卒
- 泉柊椰
- 山田祐樹

2023年度卒
- 工藤真人